# Centre Marius-Barbeau
Pour les articles homonymes, voir Marius Barbeau et Barbeau.
 (février 2021).
Le Centre d’interprétation de la culture traditionnelle Marius-Barbeau (CMB) est un organisme à but non lucratif dédié au patrimoine culturel québécois et canadien. 
Le Centre a été créé en 1977 par le directeur de l’Ensemble national de folklore Les Sortilèges, Jimmy Di Genova. Il vise à valoriser et transmettre les arts et traditions populaires du Québec, incluant ceux des Premières Nations et de la diversité culturelle.

## Création et histoire
Au début des années 1970, Jimmy Di Genova souhaite mettre à la disposition des danseurs un centre de documentation et d’interprétation sur le costume et les traditions culturelles. Il fonde le Centre Marius-Barbeau en 1977.
L’organisme prend le nom de l’anthropologue, ethnologue et folkloriste québécois Marius Barbeau afin de souligner son travail dans la valorisation du patrimoine vivant.

## Activités

### Ateliers
Le CMB collabore avec des chercheurs et des amateurs de folklore du Québec et d’ailleurs. Il s'est inscrit dans plusieurs réseaux liés à la danse, à l’histoire, à la muséologie, aux contes et légendes, au patrimoine et à la culture matérielle et immatérielle.
Depuis 2014, le Centre Marius-Barbeau est reconnu par le Ministère de la Culture et des Communications comme organisme culturel du Répertoire de ressources culture-éducation.
Depuis 2014, le CMB met en place des ateliers d'initiation au fléché dans les écoles et dans ses locaux. 
L'organisme inclut des collections sur l’histoire du costume, la danse et les musiques traditionnelles internationales, ainsi que les costumes, légendes et croyances populaires.   

### Collections
Le Centre possède aujourd’hui plus de 10 000 pièces documentaires et témoigne également d’un intérêt pour le patrimoine immatériel urbain et les recherches ethnologiques. La collection, consultable sur place et enrichie par de nombreux documents numérisés sur le site officiel du CMB, comprend :
- près de 3 000 monographies touchant les arts et traditions populaires (dont la collection Michel-Cartier et une centaine d’ouvrages de Marius Barbeau). La bibliothèque recense également une cinquantaine de titres de périodiques ;
- plus de 600 pièces de costumes hérités des Ensembles nationaux Les Feux Follets et Les Sortilèges. Le CMB a également produit un manuscrit, Le Costume de l’habitant au Québec au XIXe siècle (1986) ;
- plus de 150 documents audiovisuels sur la danse et la gigue ;
- 1 300 disques de musiques (33, 45 et 78 tours) et chants folkloriques (incluant la collection Tournesol) dont le quart est consacré au folklore québécois ;
- environ 3 000 notations de danses internationales et du Canada français ;
- les fonds d’archives des Ensembles nationaux de folklore Les Feux Follets et Les Sortilèges ainsi qu’une partie des archives provenant du Centre de recherche et d’information folklorique de Montréal ;
- 16 toiles de l’artiste peintre québécoise Monique Bédard.

### Productions et publications
Le Centre a produit dans les années 1980 une dizaine de cahiers intitulés « J’ai tant dansé », des documents de base sur la danse traditionnelle québécoise contenant un glossaire avec description de formations, de positions, de pas et de figures accompagnées d’illustrations. Le glossaire est suivi entre autres de 42 notations chorégraphiques regroupant différents types de danses tels que le cotillon, le quadrille, la contredanse et la danse carrée de plusieurs régions du Québec.
Le Centre a aussi collaboré avec « Les Sortilèges » aux publications « Chant de mon pays » pour deux ouvrages spécialisés en musique folklorique : Musique et danse Vol.1 et 2, qui regroupent des musiques traditionnelles (ligne mélodique et accompagnement) avec les notations chorégraphiques des danses qui les accompagnent[réf. nécessaire].

### Expositions itinérantes
Depuis 2012, le CMB propose la location d’expositions itinérantes dans plusieurs salles à travers le Québec. 
En 2012, le Centre Marius-Barbeau a élaboré et réalisé l’exposition itinérante Masques, cotillons et envoûtement pour célébrer le 35e anniversaire d'existence du CMB. S’intéressant aux danses et aux traditions folkloriques des différentes communautés culturelles montréalaises, l’exposition présente une sélection d’objets divers issus des collections de costumes, d’artefacts, de masques et de photographies du CMB, du groupe folklorique italien de l’Ordre des Fils d’Italie au Canada, du groupe folklorique portugais de Montréal de la Mission Santa Cruz et de prêts de particuliers,. 